# Митин, Лев Иванович
Ле́в Ива́нович Ми́тин (23 августа 1925, Рыбинский уезд, Рыбинская губерния — 24 августа 1998, Севастополь) — советский гидрограф, океанограф. Исследователь Мирового океана. Начальник Гидрографической службы Черноморского флота ВМФ СССР (1972—1984). Контр-адмирал (1980). Кандидат военно-морских наук (1974). Лауреат Государственной премии УССР в области науки и техники (1989). Автор нескольких книг и свыше 100 научных статей.

## Биография
Лев Иванович Митин родился 23 августа 1925 года в деревне Горки Мышкинского уезда Ярославской губернии.
25 сентября 1943 года был призван на военную службу. Участник Второй мировой войны (1945).
Окончил Каспийское высшее военно-морское училище имени С. М. Кирова (1947), Высшие ордена Ленина Специальные офицерские классы ВМФ (ВОЛСОК) (1950) и заочно — Военно-морскую академию имени А. Н. Крылова (1961).
Флагманский штурман эскадры надводных кораблей Черноморского флота (1956—1961). Офицер оперативного штаба Черноморского флота (1961—1962).
Флагманский штурман Черноморского флота (1962—1972).
Начальник Гидрографической службы Черноморского флота (ГС ЧФ) (1972—1984). Контр-адмирал (1980).
Кандидат военно-морских наук (1974). Общая тема диссертации (по совокупности трудов) — «Навигационно-гидрографическое обеспечение боевой деятельности и повседневной деятельности флота».
Участник ряда дальних походов военных кораблей и гидрографических судов. Организатор и научный руководитель кругосветной Антарктической экспедиции (1982—1983).
С 1984 года — в запасе; работал старшим научным сотрудником в Институте геологии АН Украины.
Лауреат Государственной премии УССР в области науки и техники (1989): за участие в подготовке восьмитомной монографии о шельфе Чёрного моря.
Капитан дальнего плавания. Почётный работник Морфлота СССР (1984).
Почётный доктор Казанского государственного университета (1995).
Организатор и председатель Севастопольского общества географов.
Скончался 24 августа 1998 года. Похоронен в Севастополе.

## Семья
Родители — Иван Николаевич и Анна Васильевна Митины. Родной брат — Юрий (род. 1924).
Супруга — Лилия Павловна Митина. Дочь — Юлия.

## Избранные труды
- Митин Л. И. Радиолокационное описание маршрута «Чёрное море — Балтийское море». 1958.
- Гидрография Черноморского флота (1696—1982). Исторический очерк / Отв. ред. Л. И. Митин. — Севастополь: 1984. — 352 с.
- Митин Л. И., Тягунин А. А., Янголенко Ю. И. Сопряжение спутниковой навигационной аппаратуры типа «Шхуна» с датчиками курса и скорости // Записки по гидрографии. 1985. Вып. 213. С. 3—7.
- Митин Л. И. Современная оценка научной деятельности И. М. Симонова в экспедиции 1819—1821 гг. // Два плавания вокруг Антарктиды. Русская экспедиция Ф. Ф. Беллинсгаузена, М. П. Лазарева, 1819—1821 гг. и советская экспедиция, 1982—1983 гг. / Сост. В. В. Аристов; предисл. А. Ф. Трёшникова. — Казань: Изд. Казанского университета. 1990. С. 280—281. — ISBN 5-7464-0111-0
- Митин Л. И. (в соавт.) Экологические проблемы Чёрного и Азовского морей и пути их решения. 1990.
- Шнюков Е. Ф., Митин Л. И., Цемко В. П. Катастрофы в Чёрном море. — Киев: 1994. — 296 с. — ISBN 5-12-003468-3
- Митин Л. И. (гл. ред., руководитель коллектива авторов). Атлас охраны природы Чёрного и Азовского морей. — СПб.: Управление навигации и океанографии МО РФ. 2006. — 436 с.
  - То же, на англ.: Atlas Of The Black Sea And Sea Of Asov Nature Protection. Editors: Mitin L. I. 2006.

## Награды
- Орден Красной Звезды (1956)
- Орден «За службу Родине в Вооружённых Силах СССР» III степени (1975)
- Медали, в том числе:
  - «За победу над Германией» (1945)
  - «За победу над Японией» (1945)
  - «30 лет Советской Армии и Флота» (1948)
  - «За боевые заслуги» (1954)
  - «40 лет Вооружённых Сил СССР» (1957)
  - «За безупречную службу в Вооружённых Силах СССР» I степени (1963)
  - «20 лет Победы в Великой Отечественной войне 1941—1945 гг.» (1965)
  - «50 лет Вооружённых Сил СССР» (1967)
  - «За воинскую доблесть. В ознаменование 100-летия со дня рождения Владимира Ильича Ленина» (1970)
  - «60 лет Вооружённых Сил СССР» (1978)
  - «За укрепление боевого содружества» (1980)
  - «Ветеран Вооружённых Сил СССР» (1984)
  - «30 лет Болгарской Народной армии» (1974; НРБ)

## Увековечение памяти
Именем Митина Л. И. названы остров в Антарктиде, гора в Индийском океане и Севастопольский филиал Госгидрографии Украины.

## Комментарии
1. ↑  Деревня Горки Мышкинского уезда (с 14.11.1923 — Рыбинского уезда) располагалась на берегу Волги рядом с устьем реки Сутки[2][3]; утрачена при создании Рыбинского водохранилища[2], ныне — территория Рыбинского района Ярославской области.